# Kanton Brignais
Brignais is een kanton van het arrondissement Villefranche-sur-Saône in het Franse departement Rhône. Het heeft een oppervlakte van 62.1 km² en telt 38.851 inwoners in 2017, dat is een dichtheid van 626 inwoners/km².
Het kanton is begin 2015 gevormd uit de gemeenten Brignais, Chaponost en Vourles van het toen opgeheven kanton Saint-Genis-Laval en de gemeenten Brindas, Grézieu-la-Varenne en Messimy, die afgescheiden werden van het kanton Vaugneray. Deze kantons hadden beide deel uitgemaakt van het arrondissement Lyon maar het nieuwe kanton werd onderdeel van het arrondissement Villefranche-sur-Saône. Sinds 2017 maakt het kanton weer deel uit van het arrondissement Lyon.

## Gemeenten
Het kanton omvat de volgende gemeenten:
- Brignais
- Brindas
- Chaponost
- Grézieu-la-Varenne
- Messimy
- Vourles

Anse · L'Arbresle · Belleville · Brignais · Genas · Gleizé · Mornant · Saint-Symphorien-d'Ozon · Tarare · Thizy-les-Bourgs · Val d'Oingt · Vaugneray · Villefranche-sur-Saône